# Бакуменко Валерій Данилович
Бакуменко Валерій Данилович (народився 28 вересня 1945 у м. Дергачі Харківської області, пішов з життя 03.11.2021 у м.Київ)— український вчений у галузі державного управління. Доктор наук з державного управління, професор, державний службовець ІІ рангу, Заслужений діяч науки і техніки України, почесний доктор Національної академії державного управління при Президентові України. Проректор з наукової роботи Академії муніципального управління (2006—2016 роки). Член експертної ради МОН України з державного управління, кількох міжнародних академій наук, низки редколегій вітчизняних та міжнародних фахових видань з державного та публічного управління; професор Харківського національного технічного університету сільського господарства імені Петра Василенка. 
Син письменника Бакуменка Данила. Брат поета Бакуменка Олександра.

## Біографія
З 1969 по 1979 після закінчення Київського політехнічного інституту (1963—1968) працював на наукових посадах в Інституті кібернетики та Інституті електродинаміки НАН УРСР. З 1979 по 1991 очолював кафедру в Інституті підвищення кваліфікації керівних працівників та фахівців Міністерства автоматизації та приладобудування СРСР, а з 1991 займав посаду проректора з навчальної та наукової роботи Київського інституту післядипломної освіти. У 1992—1994 — державний експерт, завідувач сектору, завідувач відділу апарату Ради національної безпеки при Президентові України у складі Адміністрації Президента України. У 1994—1996 займав посаду заступника директора Центру розвитку та реконструкції економіки при Кабінеті Міністрів України. З 1996 — начальник управління наукових досліджень, а з 2002 — директор Інституту проблем державного управління та місцевого самоврядування Національної академії державного управління при Президентові України. З 2006 до 2016 року працював в Академії муніципального управління на посаді проректора з наукової роботи. Проректор з наукової роботи Академії муніципального управління (2006—2016 роки). Завідувач кафедрою державного управління та місцевого самоврядування Академії муніципального управління (до 2016 року). 
З 2016 року — професор Харківського національного технічного університету сільського господарства ім. Петра Василенка, активно продовжує участь в науковому і громадському житті.

## Нагороди і відзнаки
Почесний громадянин Дергачівського району Харківської області, нагороджений
- медалями «В пам'ять 1500-річчя Києва», «За сприяння Збройним силам України», нагрудними знаками «За наукові досягнення» (МОН України), "Державна служба України «За сумлінну працю», «Знак пошани» (Київський міський голова), «20 років незалежності. Патріот України»,
- почесними грамотами Верховної Ради України, Державної служби України, апарату Ради національної безпеки і оборони, Вищої атестаційної комісії України, Національної академії державного управління при Президентові України та її Одеського регіонального інституту державного управління, Академії муніципального управління.

За увагу до церковних заслуг нагороджений орденом Української Православної Церкви «Равноапостольного князя Володимира», II ступеню.

## Наукова школа Валерія Бакуменка
Бакуменко В. Д. зробив вагомий внесок у розвиток теорії та методології державного управління. Заснував українську наукову школу креативного державного управління, що поєднала під його науковим консультуванням та керівництвом багатьох знаних та молодих вітчизняних вчених, зокрема докторів наук з державного управління: Грицяк Н. В., Кравченка С. О., Руденко О. М., Іванову Т. В., Шпачука В. В., Козюру І. В., Чалу Н. Д., Єлагіна В. П., Попова С. А., Червякову О. В., кандидатів наук з державного управління: Губу О. П., Кушнір М..О., Краснейчук А. О., Зайцева В. М., Стригуна В. О., Рибчинську Л. В., Башкатова В. М., Кормілецького О. М., Козака В. М., Власенко О. С., Михайлова А. О., Бєлоусову О.,  Штурхецького С.В., Цедік М. Г., Шмагун А. В., Бикова О. С., Галушку В. Ю.

## Сфера творчих інтересів
Наукова робота у галузі наук «Державне управління» та "Публічне упаравління та адміністрування". Опубліковано більше 560 наукових праць, в тому числі — 15 монографій, «Енциклопедія державного управління», підручники, численні навчальні посібники, кілька словників-довідників. З 2016 року активно працює над розвитком галузі науки «публічне управління та адміністрування» в Україні.

## Праці
Основний науковий доробок Валерія Бакуменка міститься на сторінці [Архівовано 22 травня 2018 у Wayback Machine.] вченого у Google-Scholar (понад 1600 посилань). Окрім енциклопедії, енциклопедичного словника та базового підручника з державного управління серед них низка статей: 1. Бакуменко В. Д. Тенденции и факторы влияния трансформаций государственного управления на принятие государственно-управленческих решений [Архівовано 22 травня 2018 у Wayback Machine.]
2. Бакуменко В. Д., Руденко О. М. Инновационные фильтры как инструмент обеспечения новизны научного исследования
3. Бакуменко В. Д. Аналіз стану та виявлення проблемних питань дисертаційних розвідок за спеціальністю 25.00.03 — «Державна служба»
4. Бакуменко В. Д. На допомогу здобувачу наукового ступеня [Архівовано 5 жовтня 2011 у Wayback Machine.] 5.Бакуменко В.Д., Чалая Н.Д. Особенности управления экономическим развитием в Украине (2012) 6. Бакуменко В.Д. Підхід до визначення паспортів спеціальностей шляхом системного аналізу державного управління (2014) 7. Бакуменко, В., Князєв, В., Сурмін, Ю. (2003). Методологія державного управління: проблеми становлення та подальшого розвитку [Архівовано 28 березня 2018 у Wayback Machine.]. Вісник УАДУ, (2), 11-27.